# Dan Ellis
Daniel Ellis (* 19. června 1980, Saskatoon, Saskatchewan, Kanada) je bývalý kanadský hokejový brankář, který v severoamerické lize NHL odehrál celkem přes 200 zápasů za 6 různých klubů.

## Kariéra

### Nižší ligy
Dan Ellis začal juniorskou kariéru v klubu Omaha Lancers ve Spojených státech amerických v lize USHL, kde obdržel v sezóně 1999-00 cenu pro brankáře roku, hráče roku a byl jmenován do 1. All-Star Teamu. Poté si jej vybral klub Dallas Stars ve 2. kole na 60. místě celkově v draftu NHL 2000. Ellis se pokusil prorazit do NHL v sezóně 2003–2004, ale nastoupil pouze v jednom zápase. Zbytek sezóny odchytal na farmě Dallasu v týmu Utah Grizzlies v lize AHL a ještě o úroveň níž v lize ECHL v klubu Idaho Steelheads.
V sezóně 2005–2006, kterou strávil v lize AHL v týmu Iowa Stars se střídal s brankářem Mikem Smithem.

### Dallas Stars
Ellis v dresu Dallasu odehrál svůj první zápas v NHL a současně to byl jediný zápas, který za Stars odehrál. Zápas byl hrán 8. února 2004 proti Los Angeles Kings a Ellis v tehdejším zápase pochytal 25 střel a přispěl k vítězství 4:3.

### Nashville Predators
V roce 2007 podepsal jako volný hráč smlouvu s Nashvillem Predators a vzhledem ke špatné formě Chrise Masona brzy převzal roli prvního brankáře týmu. Druhý zápas své kariéry v NHL odehrál 25. října 2007 proti Atlantě Thrashers a pochytal v něm všech 20 střel díky čemuž si připsal své první vychytané čisté konto v NHL. 1. listopadu 2007 vychytal další čisté konto proti Vancouveru Canucks. Během základní části vychytal další dvě čistá konta a pomohl Predators do playoff. Sezónu 2007–2008 ukončil na prvním místě mezi všemi brankáři NHL v úspěšnosti zákroků , 3. v počtu vychytaných čistých kont a 12. v průměru obdržených branek. Na jaře roku 2008 mu média vymyslela přezdívku "Snowstorm" (česky "Sněhová bouře"). Po sezóně obdržel Roger Crozier Saving Grace Award.
19. června 2008 Ellis prodloužil s Predators smlouvu o dva roky na 3,5 milionu USD (asi 70 miliónů kč). V sezóně 2008–2009 už Ellis nebyl tak přesvědčivý jako v předchozích sezónách, a proto jej postupně na pozici prvního brankáře vystřídal Pekka Rinne a podobně se ovíjela i sezóna 2009–2010.

### Montréal Canadiens / Tampa Bay Lightning / Anaheim Ducks
29. června 2010 byla práva na Ellisona společně s Dustinem Boydem vyměněna do Montréalu Canadiens za Sergeje Kosticyna a budoucí vyrovnání. Protože Ellis nepodepsal s Canadiens smlouvu, tak se stal 1. července 2010 volným hráčem. 1. července 2010 podepsal v roli volného hráče smlouvu s Tampou Bay Lightning odkud byl během sezóny 2010–2011 vyměněn 24. února 2011 do Anaheimu Ducks za Curtise McElhinneyho.

### Florida Panthers
Dne 5. března 2014, při posledním přestupovém dnu NHL byl vyměněn do týmu Florida Panthers za amerického brankáře Tima Thomase. Za Panthers odchytal osm utkání a po sezóně jako volný hráč podepsal roční smlouvu s Washington Capitals, svou poslední sezónu profesionální kariéry ale odehrál na jejich farmě Hershey Bears.

## Úspěchy

### Individuální úspěchy
- USHL Goaltender of the Year - 1999–2000
- USHL Player of the Year - 1999–2000
- 1. All-Star Team USHL - 1999–2000
- 2. All-Star Team CCHA - 2001–2002
- Nejužitečnější hráč Kelly Cupu - 2003–2004
- Roger Crozier Saving Grace Award - 2007–2008

## Statistiky

### Statistiky v základní části
| 2003-04     | Dallas Stars        | NHL         | 1   | 3.00 | 89,3 | 1   | 0  | 3   | 25   | 0  | 60     |
| 2003-04     | Utah Grizzlies      | AHL         | 20  | 2.92 | 90,9 | 5   | 14 | 55  | 547  | 2  | 1130   |
| 2004-05     | Hamilton Bulldogs   | AHL         | 31  | 2.77 | 90,8 | 10  | 19 | 82  | 808  | 1  | 1774   |
| 2005-06     | Iowa Stars          | AHL         | 34  | 2.78 | 91,1 | 16  | 13 | 86  | 883  | 2  | 1857   |
| 2006-07     | Iowa Stars          | AHL         | 55  | 2.78 | 89,4 | 30  | 21 | 148 | 1243 | 4  | 3194   |
| 2007-08     | Nashville Predators | NHL         | 44  | 2.34 | 92,4 | 23  | 10 | 87  | 1060 | 6  | 2229   |
| 2008-09     | Nashville Predators | NHL         | 35  | 2.93 | 90,0 | 11  | 19 | 96  | 867  | 3  | 1964   |
| 2009-10     | Nashville Predators | NHL         | 31  | 2.70 | 90,9 | 15  | 13 | 77  | 771  | 1  | 1714   |
| 2010-11     | Tampa Bay Lightning | NHL         | 31  | 2.93 | 88,9 | 13  | 7  | 82  | 659  | 2  | 1678   |
| 2010-11     | Anaheim Ducks       | NHL         | 13  | 2.39 | 91,7 | 8   | 3  | 29  | 319  | 0  | 729    |
| 2011-12     | Anaheim Ducks       | NHL         | 10  | 2.72 | 91,1 | 1   | 5  | 19  | 195  | 0  | 419    |
| 2012-13     | Carolina Hurricanes | NHL         | 19  | 3.13 | 90,6 | 6   | 8  | 52  | 503  | 1  | 997    |
| 2012-13     | Charlotte Checkers  | AHL         | 18  | 2.46 | 92,2 | 8   | 7  | 42  | 494  | 2  | 1026   |
| 2013-14     | Dallas Stars        | NHL         | 14  | 3.04 | 90,0 | 5   | 6  | 35  | 314  | 1  | 690    |
| 2013-14     | Florida Panthers    | NHL         | 6   | 4.81 | 83,6 | 0   | 5  | 27  | 138  | 0  | 337    |
| 2014-15     | San Antonio Rampage | AHL         | 37  | 2.71 | 90,4 | 22  | 12 | 99  | 935  | 2  | 2191   |
| 2014-15     | Florida Panthers    | NHL         | 8   | 2.35 | 91,4 | 4   | 3  | 19  | 202  | 1  | 486    |
| 2015-16     | Hershey Bears       | AHL         | 43  | 2.38 | 90,8 | 25  | 12 | 97  | 954  | 4  | 2440   |
| NHL celkově | NHL celkově         | NHL celkově | 212 | 2.79 | 90,6 | 87  | 79 | 526 | 5053 | 15 | 11 303 |
| AHL celkově | AHL celkově         | AHL celkově | 238 | 2.68 | 90,6 | 116 | 98 | 609 | 5864 | 17 | 13 612 |

### Statistiky v play off
| 2006-07     | Iowa Stars          | AHL         | 12 | 3.09 | 88,4 | 6 | 6 | 35 | 267 | 0 | 679 |
| 2007-08     | Nashville Predators | NHL         | 6  | 2.53 | 93,8 | 2 | 4 | 15 | 225 | 0 | 356 |
| 2010-11     | Anaheim Ducks       | NHL         | 1  | 6.00 | 83,3 | 0 | 1 | 4  | 20  | 0 | 40  |
| 2014-15     | San Antonio Rampage | AHL         | 2  | 2.44 | 93,2 | 0 | 2 | 5  | 69  | 0 | 123 |
| 2015-16     | Hershey Bears       | AHL         | 2  | 4.80 | 84,3 | 0 | 1 | 8  | 43  | 0 | 100 |
| NHL celkově | NHL celkově         | NHL celkově | 7  | 2.88 | 92,8 | 2 | 5 | 19 | 245 | 0 | 396 |
| AHL celkově | AHL celkově         | AHL celkově | 16 | 3.19 | 88,8 | 6 | 9 | 48 | 379 | 0 | 902 |